# Gamalej

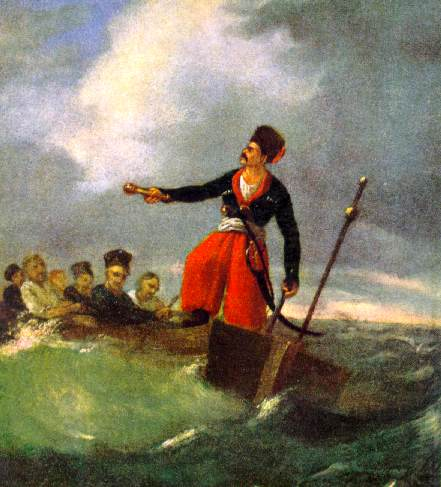
Obraz Gamalej namalowany jako ilustracja do poematu pod tym samym tytułem prawdopodobnie przez Tarasa Szewczenkę

Gamalej, Hamalija (oryg. ukr. Гамалія) – poemat Tarasa Szewczenki napisany w październiku i listopadzie 1842 w Petersburgu.

## Okoliczności powstania utworu
Gamalej należy do dzieł powstałych we wczesnym okresie twórczości Szewczenki, związanych z jego fascynacją historią Kozaczyzny i mitem wolnych, równych sobie Kozaków. Jej źródłem były znane mu jeszcze z dzieciństwa ukraińskie utwory ludowe, w których motywy Kozaków, ich czynów i walk były jednym z najczęściej powtarzających się tematów. Historia ziem ukraińskich stanowiła przedmiot szczególnych zainteresowań poety od młodości. Szewczenko czytał dostępne mu publikacje poruszające tę problematykę (Historię państwa rosyjskiego Karamzina, Historię Małej Rosji Bantysza-Kamieńskiego). Jego przyjacielem był historyk Mikołaj Markiewicz, co umożliwiło poecie zapoznawanie się z fragmentami jego pracy Historia Małorosji jeszcze w trakcie jej redagowania. Szewczenko czytał również utwory romantyków polskich i rosyjskich, w których odnajdywał nierzadko nawiązania do epizodów z historii Ukrainy.
Bezpośrednią inspiracją dla Gamaleja mogła być ludowa legenda o atamanie Hamaliji, który miał dokonać kilku udanych wypraw kozackich na Stambuł. Szewczenko posłużył się jednak tą postacią w sposób dość swobodny, podobnie jak to uczynił we wcześniejszym poemacie Iwan Pidkowa. Marian Jakóbiec uważa, że poeta mógł w ten sposób uczynić aluzję do działającego w jego czasach obrońcy chłopów Semena Hamaliji.

## Treść
Kozacy, śpiewając, płyną czajkami w stronę Stambułu. Zapowiadają uwolnienie pojmanych przez Turków Kozaków i krwawą rzeź zdobytych miejscowości. Na czele wyprawy stoi ataman Gamalej (Hamalija). Tymczasem sułtan śpi, nie spodziewając się napaści, podczas gdy Kozacy w niewoli modlą się o rychłe odbicie i odzyskanie ukochanej wolności. Wyprawa kończy się sukcesem. Czajki pomyślnie wracają na Dzikie Pola.

## Cechy utworu
Pisząc Gamaleja, Szewczenko chciał przede wszystkim zapewnić przetrwanie w pamięci społecznej czasów, które uważał za okres największej chwały Ukrainy, a zarazem za inspirację dla przyszłej walki o jej niepodległość. Utwór stanowi dopełnienie napisanego wcześniej poematu Iwan Pidkowa – rozwija wątek wyprawy kozackiej przeciwko Turkom o motyw uwalniania pojmanych wcześniej do niewoli Kozaków oraz o szyderczą charakterystykę sułtana. Poeta pragnie oddać ducha wolności i dążenia do "sławy kozackiej", jakie cechowały legendarnych atamanów i ich podkomendnych. Gamalej idealizuje Kozaczyznę, podobnie jak inne wczesne dzieła Szewczenki o tej tematyce (w późniejszym okresie twórczości poeta, zachowując podziw dla odwagi i niezależności Zaporożców, zaczął patrzeć na ich działalność bardziej krytycznie). Całe fragmenty poematu, w szczególności wypowiedzi Kozaków w niewoli, powstały na podstawie pieśni ludowych i zachowują ich oryginalną wersyfikację i słownictwo. 

## Publikacja
Gamalej był tłumaczony na język polski przez Alfreda Chajęskiego, Antoniego Gorzałczyńskiego oraz Władysława Syrokomlę oraz fragmentarycznie przez Aleksandra Baumgartena i Leonarda Sowińskiego. Zachowały się dwa rękopisy poematu: niekompletny z lat 40. XIX wieku oraz kompletny, przepisany przez Szewczenkę w 1859. 
Szewczenko pisał w liście do J. Kucharenki w lutym 1843, że Gamalej ma zostać wydrukowany w Warszawie. Ostatecznie jednak do tej publikacji nie doszło i utwór ukazał się drukiem dopiero w roku następnym, a w szesnaście lat później w rozszerzonym wydaniu Kobziarza.